# Claus Baudelaire
Claus Baudelaire (Klaus Baudelaire in de originele reeks) is een personage uit de 13-delige boekenreeks Ellendige avonturen. Hij is in deze reeks een van de hoofdpersonages. In de film wordt hij vertolkt door Liam Aiken. Zijn naam is afgeleid van Claus von Bülow.

## Biografie
Claus heeft een oudere zus, Violet, en een jonger zusje, Roosje. In het begin van de serie is hij 12, maar in Het Doodenge Dorp wordt hij 13 en aan het eind van de serie is hij 14.
Waar Violet de uitvinder is en Roosje de bijter, is Claus' grote passie lezen. Niet alleen leest hij boeken over van alles en nog wat, hij weet ook nog eens alles wat hij ooit gelezen heeft te onthouden. Die eigenschap komt de 3 Baudelaire-wezen vaak van pas in benauwde situaties. De middelste Baudelaire heeft ook een grote woordenschat en lijkt bijna altijd de betekenis te weten als andere personages niet weten wat er bedoeld wordt.
Claus heeft een hekel aan peterseliefrisdrank (De Loze Lift) en wordt zenuwachtig van naalden (Het Horror Hospitaal)